# Emmanuel Chabrier
Pour les articles homonymes, voir Chabrier.
Emmanuel Chabrier est un compositeur français né le 18 janvier 1841 à Ambert (Puy-de-Dôme) et mort le 13 septembre 1894 à Paris 9e,. Il est l'auteur d'œuvres orchestrales comme España ou sa Joyeuse Marche. Il est aussi compositeur de plusieurs opéras, parmi lesquels l'opéra bouffe L'Étoile ou encore Gwendoline (dont l'ouverture est demeurée au répertoire des orchestres). Mais Chabrier est également auteur de pièces pour piano (dont sa Bourrée fantasque) et de mélodies pour une voix et piano (parmi lesquelles son fameux bestiaire de 1889).
Ses créations étaient admirées de nombreux compositeurs tels que Claude Debussy, Maurice Ravel, Erik Satie, Richard Strauss, ou encore Igor Stravinsky ou Darius Milhaud.

## Biographie

### Jeunesse
Son père, Jean Chabrier, est avocat ; sa mère, Marie-Anna-Evelina Durozay, originaire de Cusset-Vichy. Sa nourrice Anne Delayre (surnommée « Nanine » par Emmanuel Chabrier) est restée proche de lui toute sa vie. Il commence les leçons de musique à 6 ans. Il apprend le piano avec un réfugié carliste espagnol, M. Saporta. Ses compositions les plus anciennes datent de 1849 et sont pour piano. La famille vit alors à Ambert, mais déménage à Clermont-Ferrand en 1852. À cette époque, Emmanuel Chabrier prépare une carrière dans le droit et étudie au lycée impérial de Clermont-Ferrand de 1852 à 1856. En parallèle, il continue de prendre des leçons de musique théorique et pratique le violon avec Alexandre Tarnowski, un compositeur polonais et violoniste. Le père d'Emmanuel s'oppose toutefois à une carrière musicale.

### Paris
La famille quitte Clermont-Ferrand pour Paris et s'installe au 23, puis au 40 rue Vaneau. Il rejoint le lycée Saint-Louis à Paris en 1856 et prend des leçons de piano avec Édouard Wolff et de composition avec Théophile Semet, puis Aristide Hignard. Une pièce de piano de cette période, que le jeune homme coiffe du titre Le Scalp (1861), sera modifiée et rebaptisée pour devenir la Marche des Cipayes (1863). Le jeune Emmanuel est bachelier le 4 novembre 1858. Il passe sa licence de droit en 1861.
Ami avec Verlaine dès ses 20 ans, Emmanuel Chabrier écrit dans son exemplaire de Jadis et Naguère (édition 1891) : « Pendant deux ou trois ans, 1860 à 1863, rue Lecluze, aux Batignolles, j'allais dîner chez Mme Verlaine presque tous les samedis ». Verlaine parle de ces soirées dans un sonnet publié dans Amour.

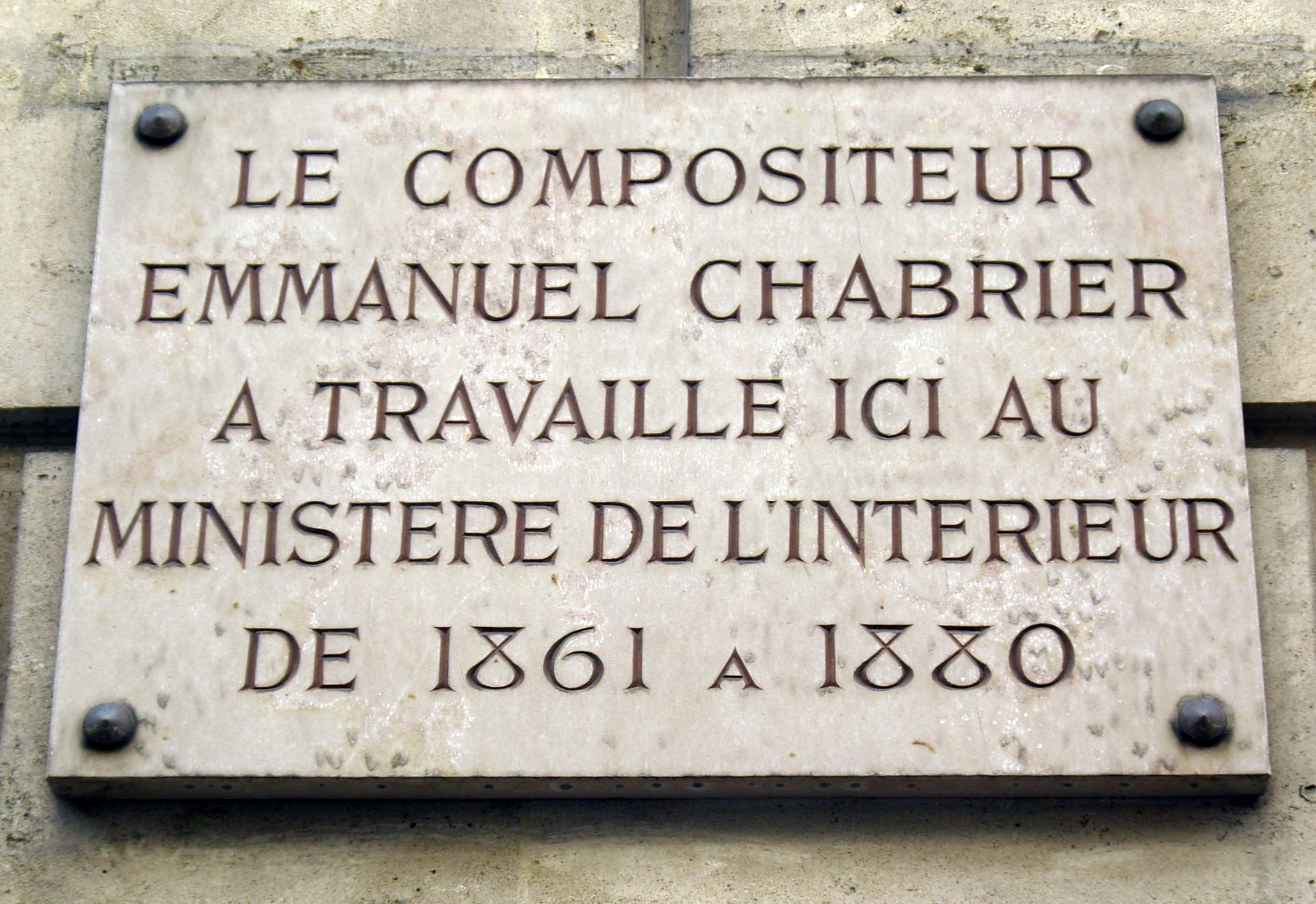
Plaque 7 rue Cambacérès (Paris), qui atteste la période où Emmanuel Chabrier a travaillé au ministère de l'Intérieur.

À partir de 1862 Chabrier travaille au ministère de l'Intérieur à Paris. Le 29 octobre 1863, il devient expéditionnaire au bureau des ampliations. Il épouse Alice Dejean (fille d'un architecte) le 27 décembre 1873,. Ils eurent trois fils. Il s'installe à Montmartre, puis successivement rue Mosnier, rue de Rochechouart et avenue Trudaine. Il fréquente les écrivains Émile Zola et Alphonse Daudet, avec qui il entretient une grande amitié. Il fréquente également les peintres Auguste Renoir, Claude Monet, Édouard Manet dont il est un fidèle admirateur et à qui il achète de nombreuses toiles, dont certaines sont aujourd'hui exposées dans de grands musées.
Tristan und Isolde de Richard Wagner, « qu'il entend en 1879 à Munich, le bouleverse ». En 1880, il choisit de se consacrer entièrement à la musique. « À partir de 1883, il passe chaque année plusieurs mois chez sa belle-mère, à La Membrolle, près de Tours, où il composera la majeure partie de son œuvre pendant les dix années qui lui restent à vivre ».
Emmanuel Chabrier et Paul Lacôme ont eu l'initiative de réhabiliter l'inventeur du saxophone Adolphe Sax.

### Déclin et dernières années

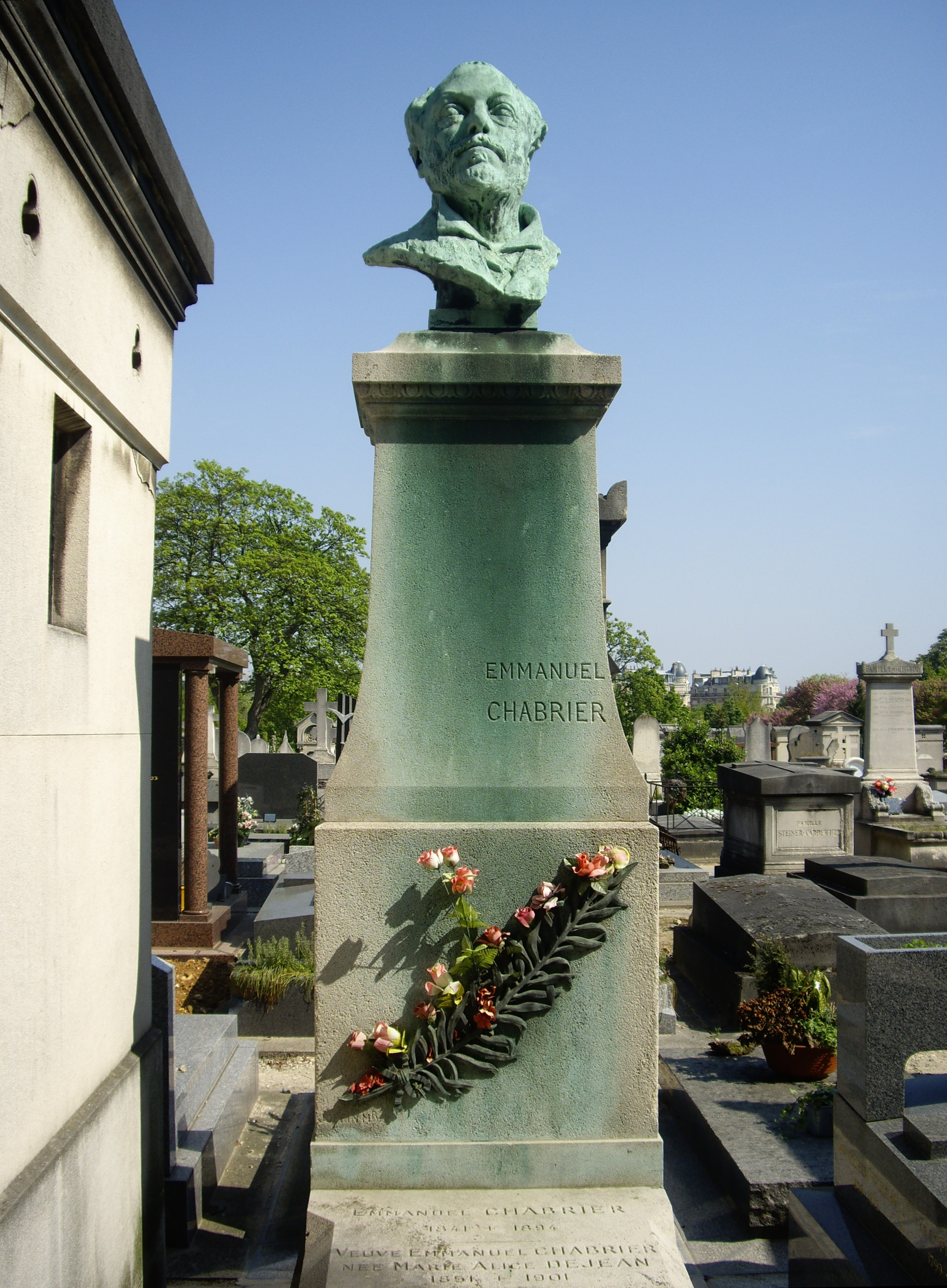
Tombe d'Emmanuel Chabrier au cimetière du Montparnasse (division 9).

Dans ses dernières années, à partir de 1890, Chabrier connaît des problèmes financiers de plus en plus importants, causés par la faillite de ses banquiers. Sa santé se dégrade et il entre en phase terminale de la syphilis, ce qui le rend irritable et dépressif. En 1891 le décès de sa nourrice bien-aimée, « Nanine », l'affecte profondément. Il devient obsédé par la composition de son opéra Briséïs, inspiré par une tragédie de Goethe et par le style musical de Wagner, mais il n'en terminera que le premier acte.
À Paris son opéra Gwendoline est enfin donné en France pour la première fois, en décembre 1893. Il ne reconnaît pas sa musique et l'applaudit à tout rompre, ne comprenant pas que les applaudissements s'adressent à lui.
Il meurt prématurément à l'âge de 53 ans le 13 septembre 1894, à Paris, de paralysie générale. Il est enterré au cimetière du Montparnasse (division 9) dans la même ville.
En 1942 un timbre est émis par l'administration des Postes de l'État Français à son effigie, gravé par Achille Ouvré.

## Œuvres
Le style d'Emmanuel Chabrier est très varié : harmonies wagnériennes (Gwendoline), légèreté mélodique (Duo de l'ouvreuse de l'Opéra-Comique et de l'employé du Bon Marché), inspirations folkloriques (Les Plus Jolies Chansons du pays de France), pastiche (Ballade des gros dindons), etc.
En 1882, Chabrier se rend en Espagne. Ce voyage lui inspire sa plus célèbre œuvre, la rhapsodie pour orchestre España (1883), mélange d'airs populaires et de créations de son imagination. À en croire son ami Henri Duparc, cette composition affirmait un style personnel, riche et très coloré. La femme d'Auguste Renoir écrit : « Un jour, Chabrier vint, et joua España pour moi. Ce fut comme si un ouragan avait été libéré. Il battait et battait encore le clavier. Une foule s'était réunie dans la rue et écoutait, fascinée. Quand Chabrier atteignit les formidables derniers accords, je me jurai à moi-même de ne jamais plus toucher un piano. Il avait d'ailleurs cassé plusieurs cordes, et mis le piano complètement hors d'usage. » Joyeuse Marche, un arrangement de sa pièce pour piano, et Dix pièces pittoresques comptent également parmi ses œuvres les plus connues, de même que la mélodie Les Cigales (1889). Ses compositions influencèrent de nombreux compositeurs français, notamment Maurice Ravel et Francis Poulenc.
Partageant avec les Parnassiens un humour dans sa vision critique de la société, Chabrier disait de lui-même : « Je rythme ma musique avec mes sabots d'Auvergnat ». Au contraire de George Onslow, Chabrier ne fut cependant pas attaché à l'Auvergne et ne s'impliqua d'aucune façon dans la vie culturelle de cette région qu'il quitta très tôt pour s'installer à Paris, même s'il présida l'association « La Soupe aux choux d'Auvergne », qui se réunissait régulièrement à Paris.

## Principales compositions
Musique pour piano
- Rêverie (1855)
- Julia, valse op. 1 (1857)
- Le Scalp (1861)

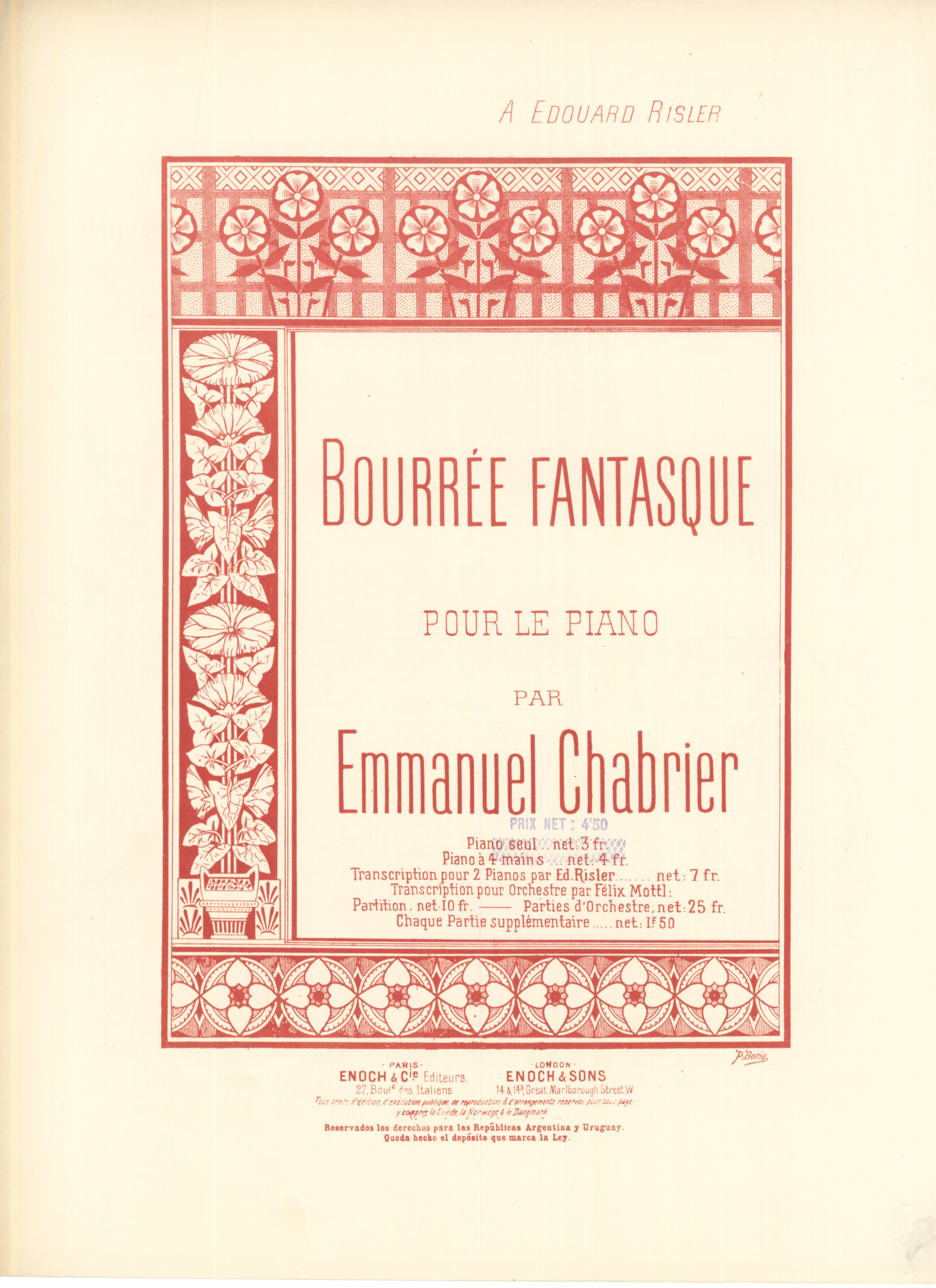
Couverture de la Bourrée fantasque de Chabrier, Enoch, illustration de P. Borie.

- Souvenirs de Brunehaut, valse (1862)
- Marche des Cipayes (1863)
- Pas redoublé (Cortège burlesque) (1871)
- Suite de valses (1872)
- Impromptu en do majeur (1873)
- Dix pièces pittoresques (1881)
- Trois valses romantiques pour deux pianos (1883)
- Habanera, poème pour piano (1885)
- Souvenirs de Munich. Quadrille sur un thème de "Tristan und Isolde" pour piano quatre mains (1885-86)
- Bourrée fantasque (1891)
- Cinq pièces pour piano (1897)

Musique orchestrale
- Lamento (1874)
- Larghetto pour cor et orchestre (1875)
- Suite pastorale (1881)
- España (1883)
- Joyeuse Marche (1888)
- Prélude pastoral (1888)

Musique vocale
Chansons et mélodies :
- Les Plus Jolies Chansons du pays de France (1888), arrangements d'airs folkloriques
- Neuf chansons (1862)
- Sérénade de Ruy Blas (1863)
- Le pas d'armes du roi Jean (Hugo) (1866)
- Ivresses! (Labarre) (1869)
- L'Invitation au voyage (1870)
- Sommation irrespectueuse (1880)
- Tes yeux bleus (1883)
- Credo d’amour (1883)
- Chanson pour Jeanne (1886)
- Six mélodies : Ballade des gros dindons, Villanelle des petits canards, Pastorale des cochons roses, L'Île heureuse, Les Cigales, Toutes les fleurs (1890), mélodies sur des poèmes de Rosemonde Gérard et Edmond Rostand
- Nez au vent, chanson (posthume)

Musique lyrique
- Vaucochard et Fils Ier (1869), opérette, livret de Paul Verlaine et Lucien Viotti (fragments) ;
- Fisch-Ton-Kan (1873), opérette, livret de Paul Verlaine (fragments) ;
- Une éducation manquée (1879), opérette, livret d'Eugène Leterrier et d'Albert Vanloo ;
- L'Étoile (1877), opéra-comique, livret d’Eugène Leterrier et Albert Vanloo ;
- Gwendoline (1886), opéra, livret de Catulle Mendès ;
- Le Roi malgré lui (1887), opéra-comique, livret d'Émile de Najac et Paul Burani ;
- Briséis ou les Amants de Corinthe[12] (1897), opéra, livret d’Éphraïm Mikhaël et Catulle Mendès (inachevé).

## Chabrier et la peinture

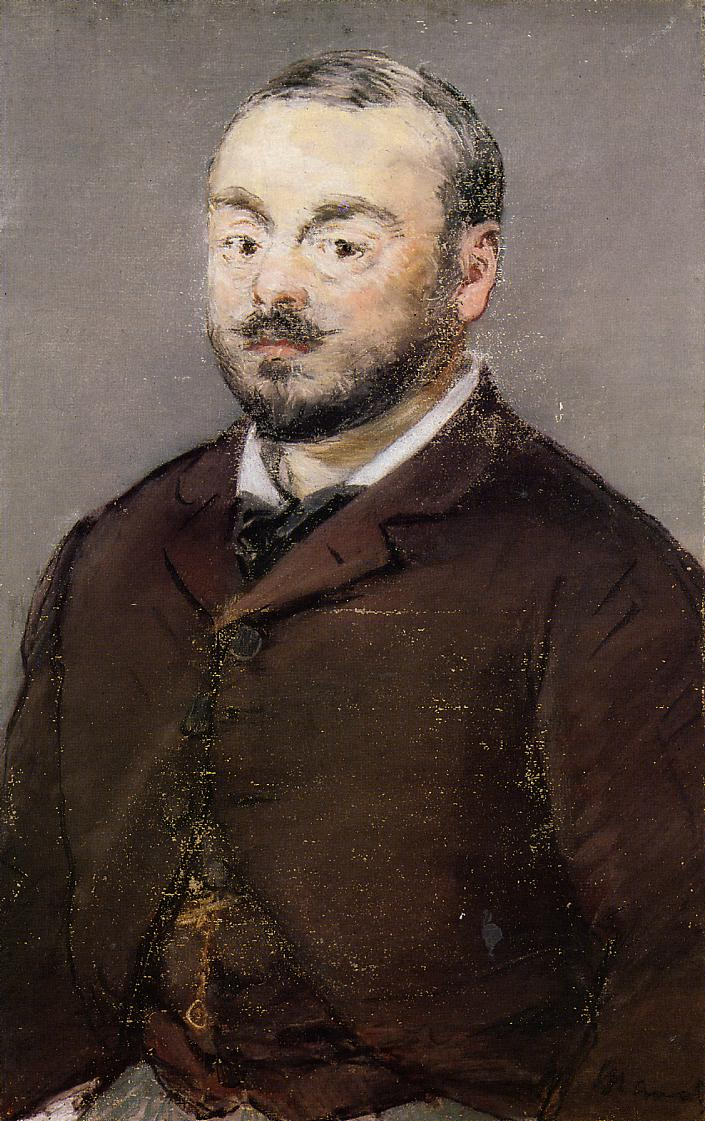
Emmanuel Chabrier, 1880, par Édouard Manet, Ordrupgaard Museum, Charlottenlund, Danemark.

### Chabrier comme modèle

Bal masqué à l'opéra d'Édouard Manet en 1873.

Emmanuel Chabrier était le modèle de nombreux artistes. On l’aperçoit dans L'Orchestre de l'Opéra d'Edgar Degas (dans la loge d'avant-scène), Autour du piano par Henri Fantin-Latour (au piano), et Bal masqué à l'opéra d'Édouard Manet. Il existe également deux portraits par Manet : Portrait de Chabrier (pastel, 1880) et Portrait de Chabrier (huile sur toile, 1881), ainsi que dans des portraits au crayon (1861) par James Tissot, un portrait de Marcellin Desboutin (vers 1881) un dessin (1887) d'Édouard Detaille et un buste (1886) de Constantin Meunier.

### Chabrier comme collectionneur

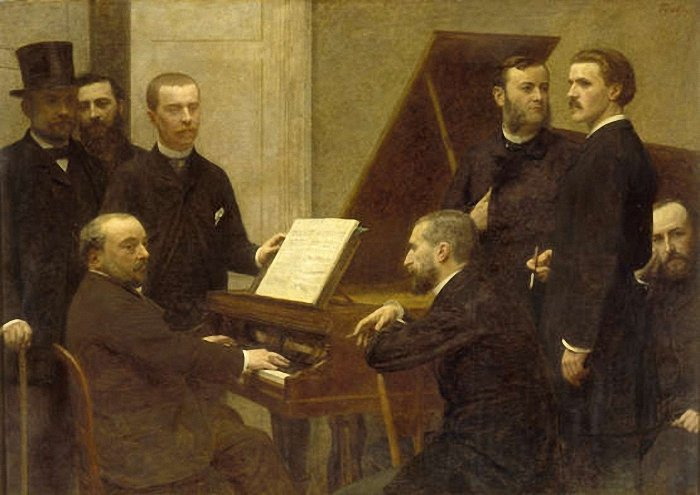
Autour du piano (1885), peinture à l'huile par Fantin-Latour : Chabrier au piano, Adolphe Jullien, Arthur Boisseau, Camille Benoît, Edmond Maître, Antoine Lascoux, Vincent d'Indy et Amédée Pigeon autour de lui.

Chabrier avait une collection de tableaux de peintres français. Une vente de sa collection à l'Hôtel Drouot, le 26 mars 1896, inclut :
- Autour du piano d'Henri Fantin-Latour ;
- Les Moissonneurs de Paul Cézanne ;
- Un bar aux Folies Bergère d'Édouard Manet, qui était accroché au-dessus du piano de Chabrier ;
- Le Skating de Manet ;
- Polichinelle de Manet ;
- Les Bords de la Seine de Claude Monet ;
- Le Parc Monceau de Monet ;
- La Fête nationale, rue du Faubourg Saint-Denis de Monet ;
- La Rue Saint-Denis, 30 juin 1878 de Monet ;
- Femme nue d'Auguste Renoir ;
- Canotier à Hampton Court d'Alfred Sisley ;
- La Seine au Point-du-Jour de Sisley.

## Hommage
Le square Emmanuel-Chabrier lui rend hommage à Paris 17e depuis 1936.